# Epipactis africana
Epipactis africana är en orkidéart som beskrevs av Alfred Barton Rendle. Epipactis africana ingår i släktet knipprötter, och familjen orkidéer. Inga underarter finns listade i Catalogue of Life.